# ふたりはお年ごろ
『ふたりはお年ごろ』（ふたりはおとしごろ、So Little Time）は、アメリカ合衆国のシチュエーション・コメディである。
ABCファミリー（現:フリーフォーム）で放送され、2015年にはニコロデオンで再放送された。日本ではNHK教育テレビ（Eテレ）で放送された。

## 登場人物

### メインキャラクター
ライリー・カールソン (Riley Carlson)
演 - メアリー＝ケイト・オルセン、日本語吹替 - 佐古真弓
マリブに住む14歳のティーンエイジャーで、カールソン家の双子の妹である。真面目で、我が道をゆくタイプである点は父親譲りである。ファッションデザイナーである両親と違って裁縫が苦手である。男の子にはクロエほど関心を持っていないが、1回だけ登場したロブという男の子と付き合ったことがある。ライリーに片想いしているラリーによく悩まされているが、ラリーにキスしたり、ラリーに興味を持ったターニャに嫉妬したことがあるため真意は不明である。マッサージに通うのがやめられなくなり、60ドルの借金を抱えるトラブルを起こしている。
クロエ・カールソン (Chloe Carlson)
演 - アシュレー・オルセン、日本語吹替 - 坂本真綾
カールソン家の双子の姉である。ライリーと違って男の子大好きキャラで、初期はトラヴィスという男の子に興味を持っていた（トラヴィス自身はクロエを友達とすら思っていない）。ライリーの服と金銭を無断で借りて困らせることがある。料理が苦手で、ビーフストロガノフの料理に失敗して、マヌエロが作ったものを学校に提出してしまったことがある。買い物好きな点は母親譲りである。後にレノン・キンケイドと交際する。
ジェイク・カールソン (Jake Carlson)
演 - エリック・ルーツ、日本語吹替 - 堀内賢雄
双子たちの父。妻のメイシーとは別居中で、カールソン家から8Km離れたところにあるトレーラーハウスに住んでいる。かつてファッションデザイナーとして名を轟かせていたが、期限などに縛られるのが嫌でやめている。我が道をゆくタイプである。「マリブの別居中の男たち」という団体のサポートを受けている。ウェストモア先生に気に入られてしまったことがある。
メイシー・カールソン (Macy Carlson)
演 - クレア・ケアリー、日本語吹替 - 山像かおり
双子たちの母。ファッションデザイナーである。仕事熱心であるが、それ故に過労で倒れたことがある。テニスを趣味としている。ライリーとクロエが何か悪いことをした場合にはお仕置きを欠かさないと、厳格な一面もある。買い物が大好きであるが、テディと一緒に買い物に行ったときに買ったものが会計ソフトだったため、テディを呆れさせた。
マヌエロ・デル・バル (Manuelo Del Valle)
演 - テイラー・ネグロン、日本語吹替 - 岩崎ひろし
カールソン家のお手伝い。プエルトリコ出身。カールソン親子以上に家のことを熟知しているため、彼が家出した時にはカールソン家を大混乱させた。キッチンに時計を5つ置いており、料理をするときに役立てている（真ん中の時計が現在時刻らしい）。料理の才能が優れており、レストラン「ネプチューンズ・ネット」の店員が賞賛していた。「I don't hate it（嫌いじゃないかも）」が口癖。
ラリー・スロトニック (Larry Slotnick)
演 - ジェシー・ヘッド、日本語吹替 - 猪野学
ライリーとクロエの親友。ライリーに片想いしている（しかも、周知の事実である）のだが、ライリーは煙たがっている。また、カールソン家にとってはトラブルメーカーでもある。裁縫が上手で、ジェイクに賞賛されたことがある。後にライリーが紹介したキャミー・モートンと交際するようになる。本名は「スパルタカス・スロトニック(Spartacus Slotnick)」である。

### その他のキャラクター
テディ (Teddi)
演 - ナターシャ・ウィリアムズ、日本語吹替 - 林真里花
スーパーモデルである。カールソン家との親交が深い。当初はメインキャラクターの扱いであったが、登場回数が少なく、第19話以降はクレジットも無くなり、全く登場していない。
ウェストモア先生 (Ms. Westmore)
演 - ウェンディ・ワシントン、日本語吹替 - 玉井碧
ライリーとクロエが通う学校の先生で、本名は「エレン・ウェストモア (Ellen Westmore)」。同じパターンの服装でいつも登場するため、服を一着しか持っていないと思われているらしい。体型から「ウェストいっぱいウェストモア」と陰で言われている。担当する科目が多い。
レノン・キンケイド (Lennon Kincaid)
演 - ベン・イースター、日本語吹替 - 浪川大輔
クロエの交際相手で、第19話から登場する。当初はストーカーに近い行為でクロエを困らせていた。「愛してる」と本人の前で言えない（ビデオカメラに向かって言うことはできる）。
キャミー・モートン (Cammie Morton)
演 - エイミー・デビッドソン、日本語吹替 - 阿部桐子
第19話以降登場する。ライリーの紹介を受けてラリーと交際するが、当初ラリーはライリーのことばかり考えていたためあまりうまくいっていなかった。女優であり、喫茶店「ニューススタンド」のウェイトレスでもある。注文を受けていることを忘れてカールソン家を訪れることがある。また、時折図々しい振る舞いをすることもある。

## エピソード一覧
放送順位はNHK版に基づく。
- 第1話「男の子の調教(Dog Day Afternoon)」
- 第2話「居残り作戦(The Breakfast Club)」
- 第3話「寂しいダンスパーティー(Siblings In The City)」
- 第4話「マヌエロの家出（前編）(Manuelo In The Middle, Part 1)」
- 第5話「マヌエロの家出（後編）(Manuelo In The Middle, Part 2)」
- 第6話「意外な才能(The Color Of Money)」
- 第7話「いとしのライリー(There's Something About Riley)」
- 第8話「真夜中のパーティー(Girls Just Want To Have Fun)」
- 第9話「夢(You've Got Mail)」
- 第10話「二人のうそ(True Lies)」
- 第11話「テディは最高! (Tedi's Burnout)」
- 第12話「不思議なカップル(Teacher's Pet)」
- 第13話[3]「ギブソン[4]を待ちながら(Waiting For Gibson)」
- 第14話「独り立ち(Rules Of Engagement)」
- 第15話「仮病のつぐない(Outbreak)」
- 第16話「金メダルのゆくえ(Trading Places)」
- 第17話「もてもてラリー(Larrypalooza)」
- 第18話「テレビが映らない日(Look Who's Talking)」
- 第19話「新しい友達(The New Guy)」
- 第20話「マッサージ中毒(The Massage)」
- 第21話「恋の法則(Riley's New Guy)」
- 第22話「ママの秘密(The Wheelchair)」
- 第23話「キャミーの高望み(The Flat Tire)」
- 第24話「おみくじの効果(The Job)」
- 第25話「ボランティア(The Volunteer)」
- 第26話（最終回）「誕生日プレゼント(Sweet 16)」

## 日本語版制作スタッフ
- 台本：野尻哲子
- 演出：高橋剛
- 調整：金谷和美
- 効果：南部満治
- 編集：浅見盛康
- 制作：米倉宏一
- プロデューサー：平塚輝雄

## その他
- 原題のタイトル名「So Little Time」は、主題歌として使われているイギリスのロックバンド・アーカーナの曲のタイトルに由来する。
- キャミーを演じるエイミー・デビッドソンと、第22話でゲスト出演したビリー・アーロン・ブラウンは後に『パパにはヒ・ミ・ツ』に出演している。

## DVD
2005年6月にワーナー・ホーム・ビデオから「コレクターズ BOX（4枚組）」が発売された。ただし、第15話と第18話が収録されておらず、各エピソードが順不同で収録されているため、完全版ではない。